# Польська кухня

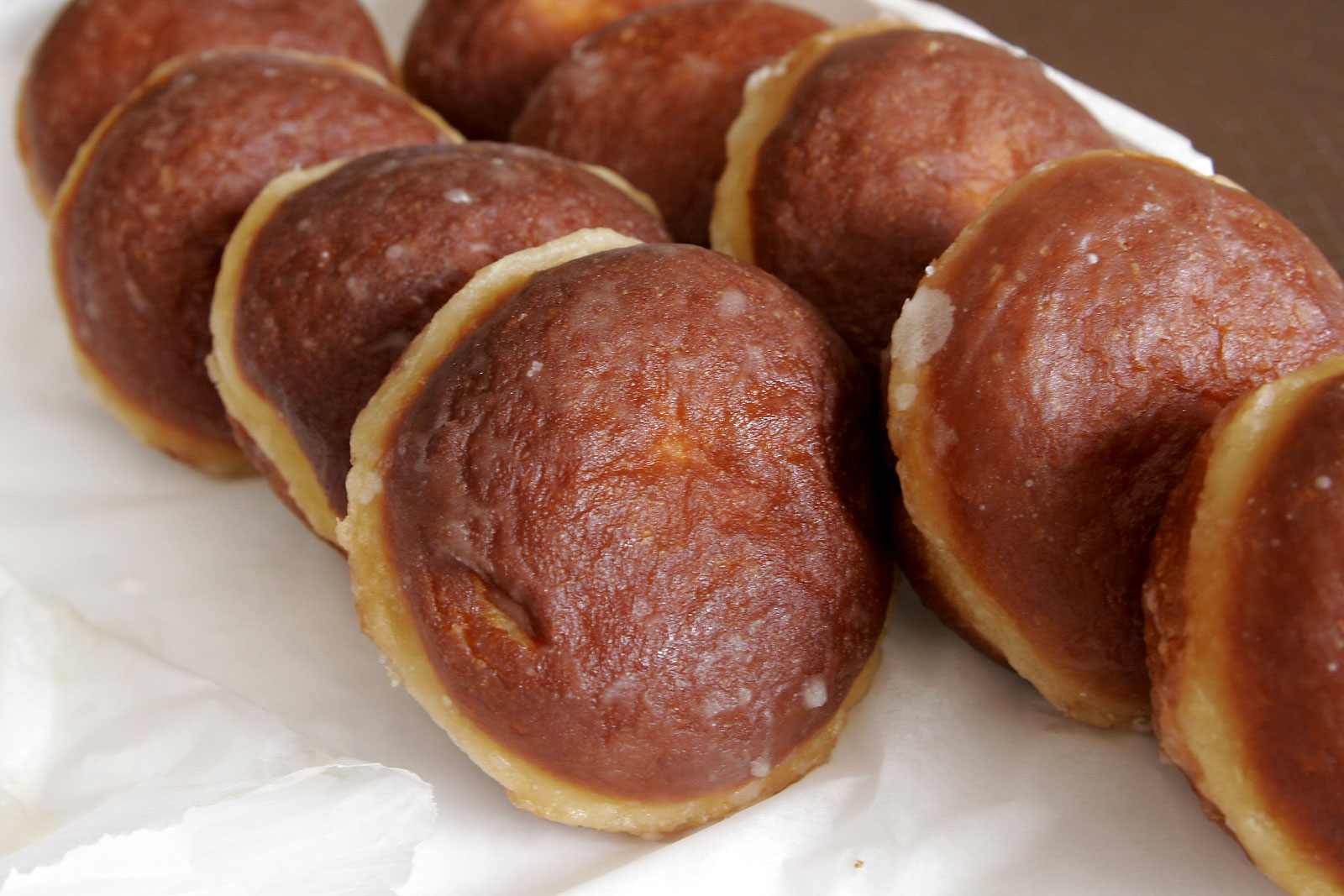
Pączki — польський варіант пампух

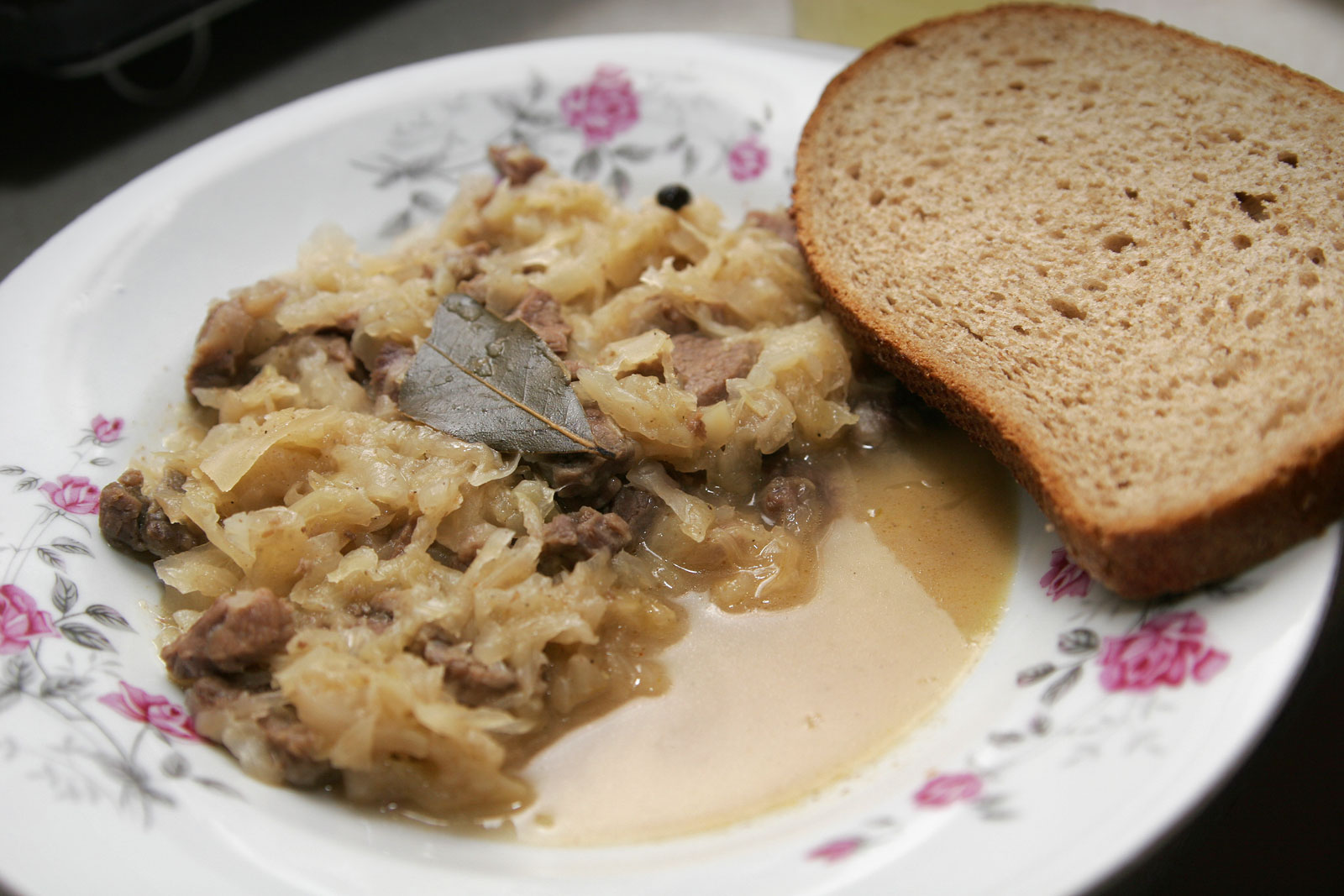
Бігос

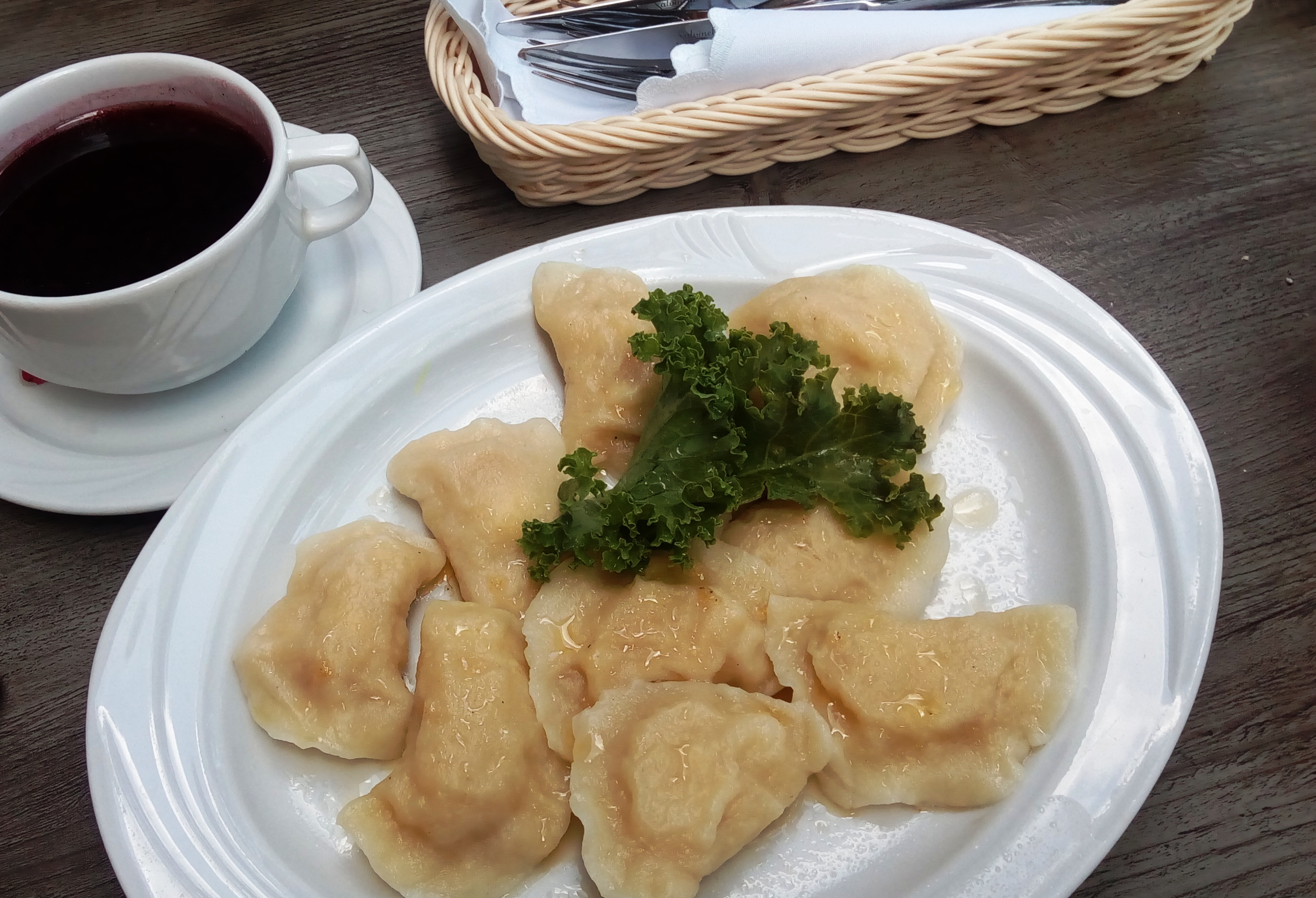
Польські вареники (пироги)

Польська кухня — є результатом багатьох впливів.
Бурхлива історія країни наклала свій відбиток і на польську кухню. Як жителі Північної Європи, поляки завжди віддавали перевагу рясній, ситній й порівняно солодкій кухні. У той же час приналежність до слов'янських народів висвітлилася у пристрасті до кисло-солодких або заправленими сметаною страв. Коли в 1333 році польським королем став нащадок династії П'ястів, Казимир III Великий, пішли й значні зміни в польській кухні. Справа в тому, що король закохався в красуню єврейку й завдяки її впливу після 1340 року в Польщу стали переселятися гнані євреї з усієї Європи. Згодом польське населення перейняло цілий ряд єврейських страв, які згодом модифікувало на свій лад. Фарширована риба, з якої ще в сирому вигляді мистецьки витягають всі кістки, сьогодні належить до святкових страв, так само як і фарширована гусяча шийка. Під впливом єврейської кухні більшість страв готується не на свинячому, а на гусячому жирі. Через 180 років після переселення євреїв у Галичину король Сигізмунд I Старий у 1518 році одружився з Боною з міланського роду Сфорца, що внесла в кухню польської знаті елементи італійської кухні. Тісні зв'язки із Чехією й Австрією, певною мірою теж за посередництвом Італії, посилили південний вплив на польську кухню. Може бути, звідси виникає й пристрасть до солодких кондитерських виробів. Завдяки сусідству із Пруссією в Польщі поширилося оброблення картоплі. Поляки придумали й власну національну страву — картопляну запіканку. З наполеонівських часів у вищих шарах зміцнилися зв'язки із Францією, і в країні ввійшов у моду рафінований, елегантний стиль. У цілому ж польська кухня зберегла свій патріархально-селянський характер. Супи з буряка, капусти, помідорів, гарбуза й щавлю нерідко становлять єдину страву обіду або вечері. Ці супи неодмінно супроводжує селянський, головним чином житній хліб. За наявності м'яса його теж кладуть у суп.

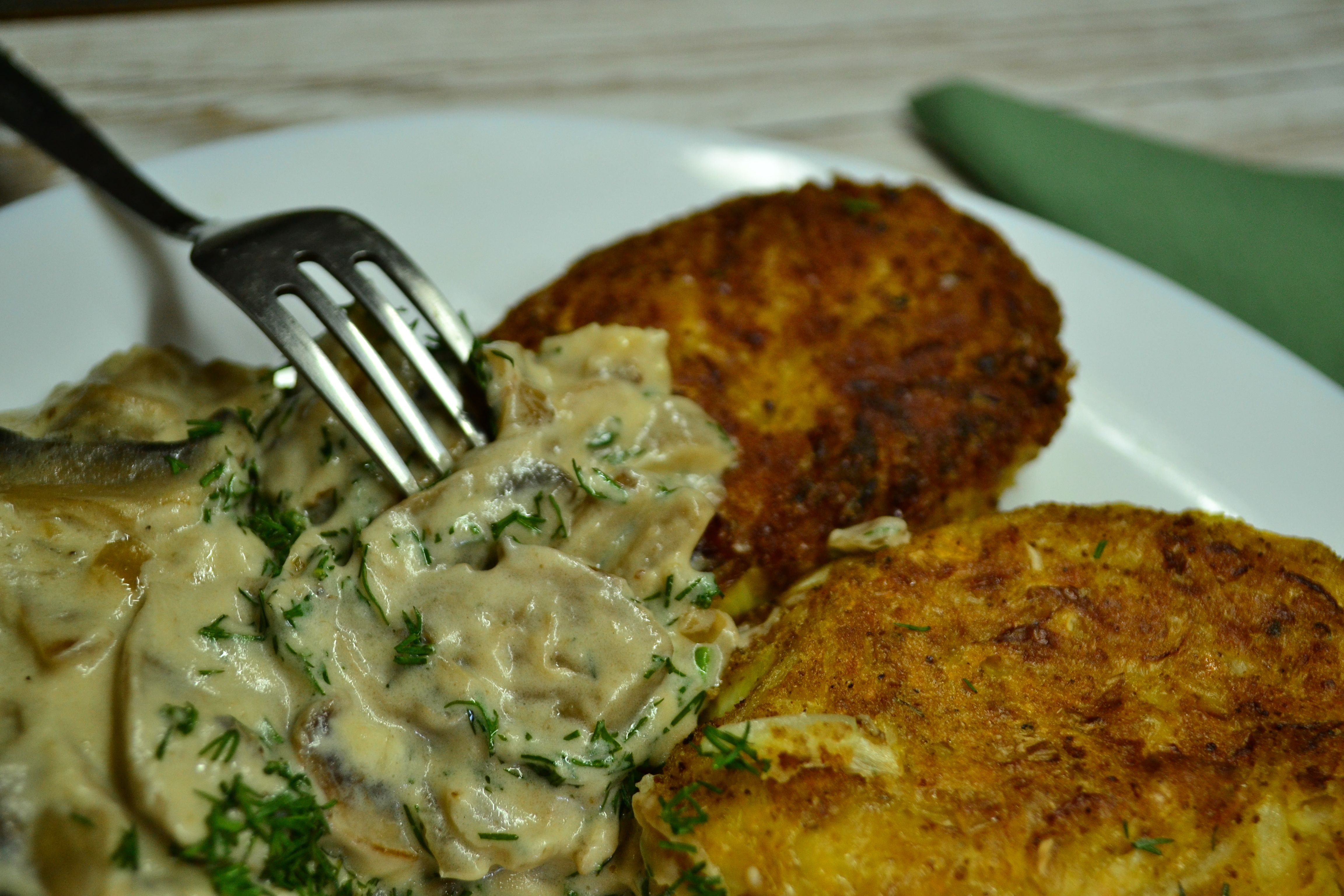
Фучки з грибним соусом

У жаркі літні дні готують холодні супи з полуниці, черешні, яблук і груш, а також із лісових ягід. Восени популярні супи з огірків і грибів. В аграрних областях дотепер існують і традиційні страви з круп, до яких додають смажену свинину, солонину або м'ясо птаха. Улюблена страва — бігос. Його назва походить від перекрученого латинського виразу, що означає «двоєсмак». Ця страва готується як збірна з різних продуктів. І назва, мабуть, говорить про її складний смак від поєднання квашеної капусти зі свіжою. У бігос кладуть різного сорту м'ясо, дичину, гриби й ковбаски.
Польська кухня славиться різноманіттям варених і твердокопчених ковбас, які в гарячому й холодному вигляді входять у повсякденне харчування з ранку до вечора. Із гострими стравами п'ють горілку, якій поляки незмінно вірні, особливо в холодну пору року. Поряд із пивом і молоком, якими у Польщі вгамовують спрагу, там ще з язичних часів зберігся мєдовіна — напій, як виявляється вже з назви, підсолоджений медом. Його споживання не обмежується однією Польщею, тому що він має гарним попит за кордоном та експортується.

## Типові страви
- Жур
- книдлі
- флячки
- бігос
- голубці
- ковбаси
- Мізерія

## Регіональні особливості
- Сілезька кухня відрізняється великою кількістю страв із картоплі. Типова для Сілезії страва — галушки з картопляного тіста з додаванням сирої тертої картоплі. Популярні також страви з білокачанної і червоної капусти (червону капусту зазвичай тушкують із додаванням копченої корейки). Серед солодких делікатесів на особливу увагу заслуговують сілезькі «маківки» (пол. makówki) — десерт із розтертого маку з додаванням меду, родзинок, горіхів та сухофруктів. Солодку масу, покладену на тонкі скибочки солодкого хліба або печива, заливають гарячим молоком, потім охолоджують і подають до столу. Багато страв сілезької кухні за складом нагадують кухню великопольську. Знавці та цінителі смачної їжі мають особливу слабкість до так званих «картач» (пол. kartacz) — різновиду пельменів зі складною начинкою з м'яса з грибами або капусти з грибами.
- У гірських районах Малої Польщі (Татри, Бескиди) популярною є тушкована в пиві свинина з додаванням спецій і овочів. Із супів жителі району Бескид віддають перевагу «журу» на сироватці і «квасниці» — різновиду капусняка з великою кількістю свинячого м'яса, в тому числі — копченого. Атрибутом кухні польських горян, що живуть в районі Татр і Підгалля є овечі сири «бундз» (пол. bundz) і «осципек», а також печена баранина. У цих місцях також популярна квасниця, приготовлена на бульйоні з свинячої голови, яка подається з гарячою відварною картоплею, укладених в окремий глибокий посуд.
- Мазурська та померанська кухня знамениті своїми рибними супами (пол. zupa rybna).
- Великопольська кухня створена на основі польської кухні в результаті сильного впливу високої французької кухні, незначного єврейського впливу, і, перш за все, впливу трьох основних німецьких кухонь.